# Slag bij Alam el Halfa
De Slag bij Alam el Halfa was een belangrijke veldslag in Noord-Afrika tijdens de Tweede Wereldoorlog. De slag vond plaats tussen 30 augustus en 5 september 1942 ten zuiden van El Alamein. Het Pantserleger Afrika, bestaande uit Duitse en Italiaanse divisies onder het bevel van Erwin Rommel, deed er een poging om het Britse Achtste Leger, dat onder bevel stond van Bernard Montgomery, te omsingelen. In het laatste grote offensief van de Noord-Afrikaanse Veldtocht trachtte Rommel het Britse leger te verslaan vooraleer het voorzien kon worden van materieel en versterkingen, wat een overwinning voor de asmogendheden vrijwel onmogelijk maakte.
Montgomery, die door inlichtingen afkomstig van Ultra descriptie op voorhand op de hoogte was gesteld van Rommels intenties, liet opzettelijke een gat ontstaan in de zuidelijke sector van het front. Hij wist dat de Duitsers hier gingen aanvallen en stelde zijn artillerie en pantservoertuigen 32 kilometer achter het front op, rondom de bergkam van Alam el Halfa. In een nieuwe tactiek werden de tanks ingegraven en gebruikt als antitankwapens, waardoor er geen tegenaanval gelanceerd hoefden te worden, zoals in het verleden het geval was. Ze konden daardoor hun positie op de bergkam behouden. In tegenstelling tot andere tactieken, leidde dit tot een minimum aan verliezen.
Omdat zijn bevoorrading twijfelachtig was en het maar niet lukte de bergkam te veroveren, gaf Rommel het bevel om terug te trekken. Montgomery besloot zijn defensieve overwinning niet uit te buiten en zijn troepen te sparen voor wat de Tweede Slag bij El Alamein zou worden. Toch lanceerde de 2e Nieuw-Zeeland Divisie, tegen het bevel in, een aanval op een Italiaanse positie en leed hierbij zware verliezen. Rommel beweerde dat het Britse luchtoverwicht een beslissende rol speelde in Montgomery’s overwinning.

## Achtergrond

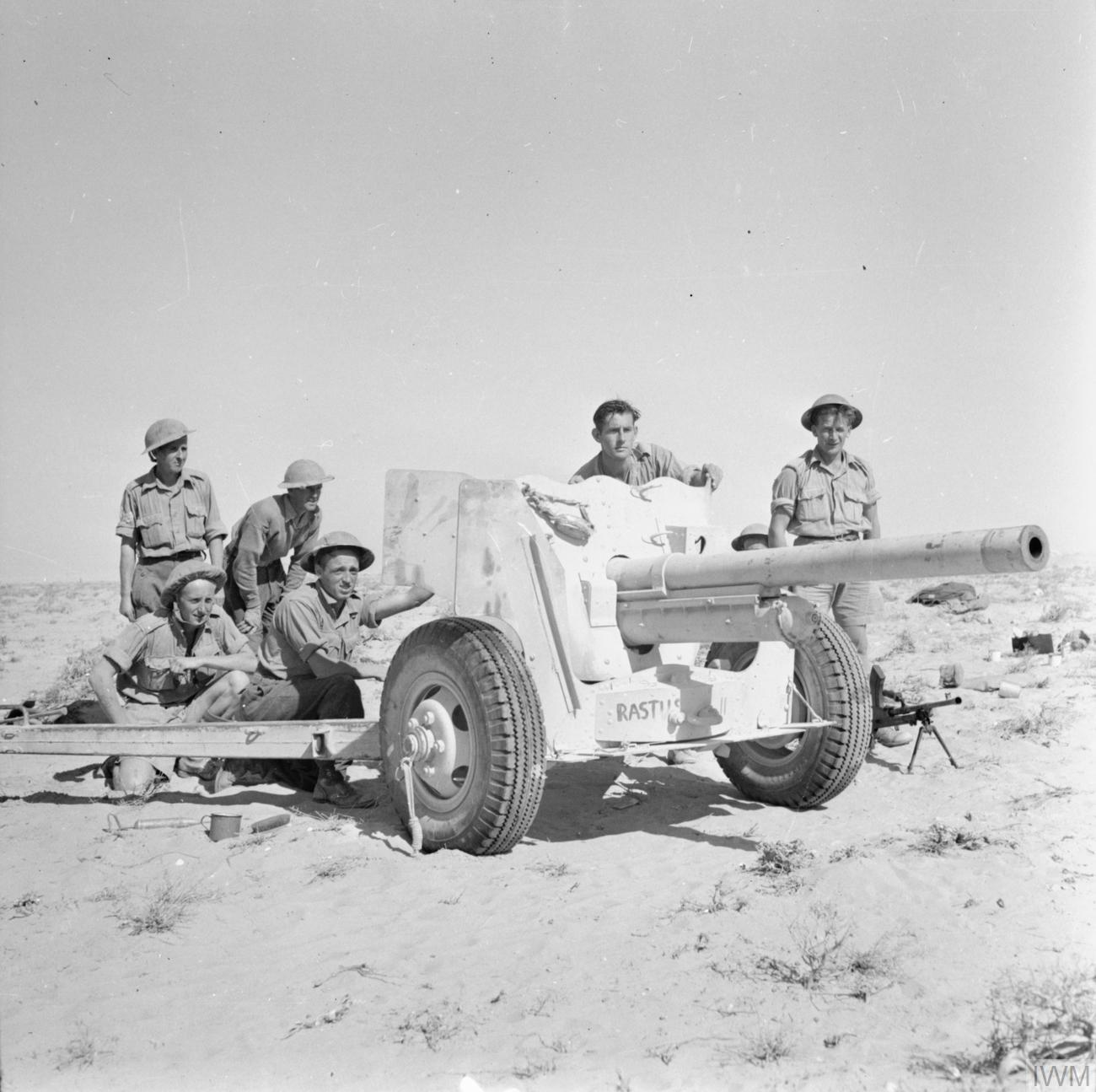
Een zespounder antitankkanon.

Na de mislukte poging van Rommel om door te breken tijdens de Eerste Slag bij El Alamein en de daaropvolgende tegenaanvallen van Auchinlecks Achtste Leger in juli 1942, waren beide zijden uitgeput. Ze groeven zich in om hun kracht her op te bouwen.
Nabij El Alamein was Rommels bevoorradingspositie onzeker geworden. Zijn aanvoerlijnen waren ver uitgestrekt, zijn grootste bevoorradingshavens in Benghazi en Tobroek lagen respectievelijk 1.300 kilometer en 640 kilometer van het front verwijderd, en de haven van Tripoli bevond zich 1.900 kilometer van het front. Omdat de haven zodanig afgelegen lag, was deze zo goed als buiten gebruik geraakt.
Bovendien voorzag het originele plan van de asmogendheden dat, na de Slag bij Gazala in juni, er een pauze van zes weken werd ingericht om te hergroeperen en te herbewapenen. Rommel had echter beslist om zijn momentum te behouden om te voorkomen dat het Achtste Leger defensieve posities kon voorbereiden, dus achtervolgde hij de geallieerde troepen richting Caïro en indien mogelijk wilde hij verder doorstoten tot aan het Suezkanaal.
Het resultaat hiervan was dat de luchtlandingstroepen, die normaal toegewezen waren om deel te nemen aan de aanval op Malta, nu werden toegekend aan Rommel om de geïmproviseerde aanval naar Egypte te ondersteunen. Als gevolg daarvan waren de Britten in staat om hun aantallen in de Middellandse Zee weer op te bouwen en de aanvoer van voorraden naar Noord-Afrika te remmen door de bevoorradingsschepen zwaar onder vuur te nemen, wat resulteerde in zware verliezen op zee voor de asmogendheden zowel in materieel als in manschappen. Hoewel er nieuwe versterkingen waren ingevlogen vanuit Kreta, kampten Rommels eenheden aan het eind van augustus met een tekort aan belangrijke voorraden, vooral het tekort aan munitie en brandstof vormde een groot probleem.
Generaal Alexander, die pas aangesteld was als opperbevelhebber van het Midden-Oosten, kon daarentegen genieten van een korte afstand tussen zijn bevoorradingshavens in Egypte en de frontlinie. Niettemin waren zijn aanvoerlijnen vanuit het Verenigd Koninkrijk, de Britse Kolonies en de Verenigde Staten zeer lang, wat resulteerde in een groot gat tussen het vaststellen van benodigde voorraden en het arriveren van de uitrusting. Tegen de zomer van 1942 begonnen er echter grote hoeveelheden Sherman-tanks en 6 pounder antitankkanonnen, die de verouderde 2 pounders moesten vervangen, te arriveren. De Britse en Gemenebest luchtmacht werd steeds invloedrijker op de uitkomst van de slag, en bovendien werd ze ondersteund door nieuwe Amerikaanse jachteskaders, die hun strijdwaardigheid moesten bewijzen.
De Duitse inlichtingendiensten hadden Rommel gewaarschuwd voor de komst van een geallieerd konvooi dat 100.000 ton aan voertuigen vervoerde naar Egypte. Hij realiseerde zich dat de tijd tegen hem tikte en dat het arriveren van geallieerde versterkingen de balans in het voordeel van de Britten zou doen omslaan, daarom besloot hij aan te vallen. Hij bracht het Italiaanse Comando Supremo in Rome ervan op de hoogte dat hij 6.000 ton brandstof en 2.500 ton munitie zou nodig hebben voor de geplande startdatum van het offensief tegen het einde van de maand. Tegen 29 augustus waren meer dan de helft van alle gezonden schepen tot zinken gebracht en maar 1.500 ton brandstof had Tobruk bereikt. Rommel kon het offensief niet langer uitstellen omdat de vijand alsmaar sterker werd en besloot een gok te wagen door aan te vallen, met de hoop op een snel succes. Aan het begin van de slag, nadat Albert Kesselring akkoord was gegaan om een deel van de brandstof van de Luftwaffe af te staan, had Rommel genoeg brandstof om 240 kilometer af te leggen per troepenvoertuig en 400 kilometer voor andere voertuigen.

## Duitse strategie

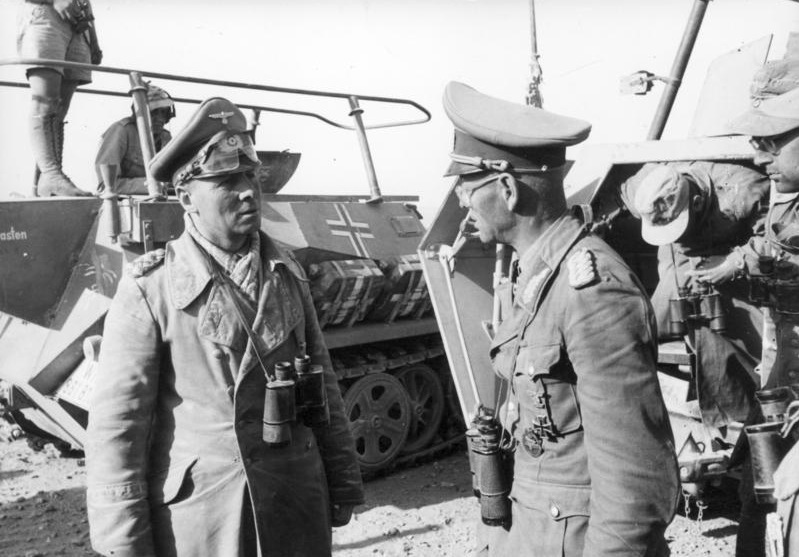
Georg von Bismarck met Erwin Rommel

De El Alamein-sector bood geen breed front zoals het geval was in andere woestijnslagen, hierdoor zou elke pantserbeweging moeten passeren tussen de zee in het noorden, en de Qattara-depressie in het zuiden, die onberijdbaar was voor tanks. De Britse verdediging was sterk, maar Rommel geloofde dat er zich een zwak punt in de linie bevond. De zuidelijke sector, tussen Munassib en Qaret El Himeimat, was licht verdedigd en Rommel dacht dat er ook geen al te sterk mijnenveld aanwezig was.
Een van de verslagen indiceert dat de noordelijke en centrale sector van het front zo stevig versterkt waren dat het zuidelijke stuk van 24 kilometer, tussen de Nieuw-Zeelandse stelling aan de Alam Nayil Bergkam en de Qattara-laagte, het enige deel van het front was waar er mogelijk een snelle doorbraak met een kans op succes kon plaatsvinden. Om een doorbraak te forceren kon Rommel niet anders dan te blijven oprukken tot hij zijn doel had bereikt.
Aangezien het onmogelijk was om verrassingsaanvallen uit te voeren, stelde Rommel dat zijn aanval afhing van het bereiken van het verrassingseffect door snel op te rukken. Hij wilde snel door de zuidelijke sector breken om zo dwars door de communicatielijnen van het Achtste Leger te snijden, hopend dat dit de vijand zou verwarren en uit balans brengen. Hij wilde over de mijnenvelden heen trekken in een nachtelijke aanval, en plande al ver voorbij de mijnenvelden te zijn tegen zonsopgang.
In het noorden had Rommel de Italiaanse infanteriedivisies, gesteund door de brigade parachutisten van Hermann-Bernhard Ramcke en de Duitse 164e Lichte Afrika Brigade, een frontale aanval laten uitvoeren om er voor te zorgen dat de Britten niet van hun stelling konden wijken om andere delen van die linie te ondersteunen, terwijl zijn hoofdaanval door het zuidelijk deel van de linie zou snijden, waarna ze vervolgens in een scherpe noordelijke linkse beweging doorheen de geallieerde aanvoerlijnen zouden trekken. Hij hoopte dat na deze actie de meeste geallieerde eenheden omsingeld of vernietigd zouden zijn. Rommel, altijd vol met kenmerkend optimisme, had als uiteindelijke doel Egypte en het strategische Suezkanaal in te nemen.
Deze hoofdaanval zou geleid worden door zijn Duitse eenheden, de 15e Pantserdivisie en de 21e Pantserdivisie, vergezeld door de 90e Lichte Infanterie Divisie. De flanken werden gedekt door de drie Italiaanse divisies van het Italiaanse XX Corpo d’Armata, die onder het bevel stonden van generaal Giuseppe de Stefanis.

## Geallieerde verdediging

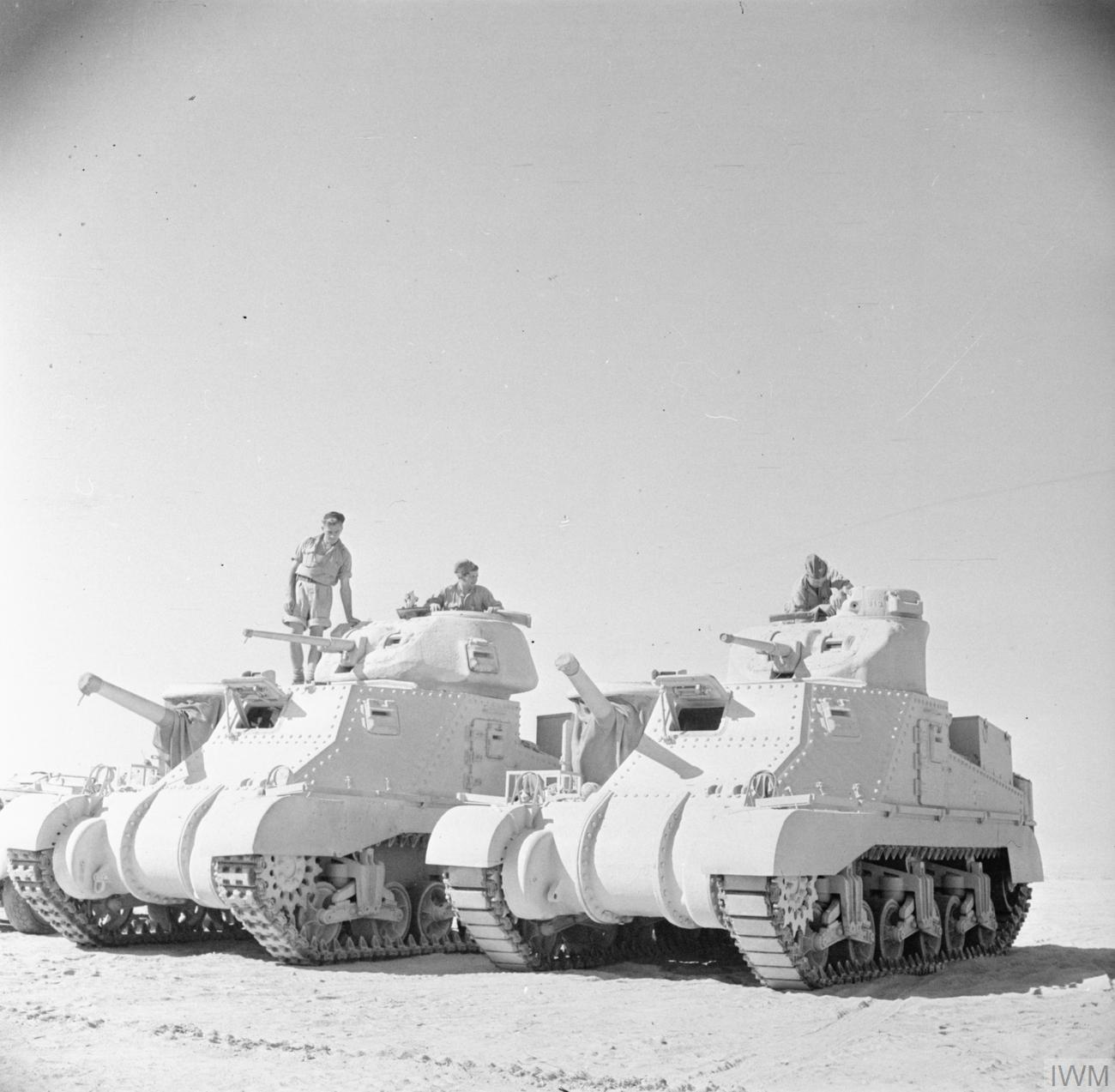
Britse Grant tanks

Sinds 13 augustus was het bevel over het Britse Achtste Leger overgedragen aan luitenant-generaal, later veldmaarschalk, Montgomery. Britse Ultra inlichtingen hadden een vijandelijke aanval voorzien, dus had de voormalige bevelhebber van het Achtste Leger, generaal Auchinleck, al een basisplan voor de verdediging opgesteld. Dit plan bevatte enkele noodopties voor het creëren van defensieve stellingen rondom Alexandrië en Caïro voor het geval er vijandelijke eenheden door de linie zouden breken. Na een bezoek aan de frontlinie besliste Montgomery dat deze plannen moesten vernietigd worden en benadrukte dat het zijn bedoeling was het gebied rond El Alamein te behouden tegen elke prijs.
In het noorden werd het XXX Korps, onder bevel van luitenant generaal Ramsden, achter het mijnenveld opgesteld. Het XXX korps bevatte de 9e Australische Divisie, de 1e Zuid-Afrikaanse Infanterie Divisie en de 5e Indische Infanterie Divisie, met de 23e Pantserdivisie in reserve.
De 2e Nieuw-Zeeland Divisie kreeg het bevel een 8 kilometer lang deel van de linie te verdedigen, net ten zuiden van de Ruweisat bergkam. Dit gebied stond bekend als de Nieuw-Zeeland stelling, en verdedigde het noordelijke uiteinde van de stellingen van het XIII Korps. Montgomery zag al snel in dat het vlakke terrein in de zuidelijke sector moeilijk te verdedigen zou zijn tegen een aanval met tanks, en besliste daarom dat het front van aan de Nieuw-Zeeland stelling tot aan Qaret el Himeima licht verdedigd zou worden, om zo Rommel aan te moedigen op dit punt aan te vallen. Deze opening werd voorzien van een mijnenveld en prikkeldraad. De 7e Gemotoriseerde Brigade en de 4e Lichte Pantser Brigade zouden de mijnenvelden beschermen, maar mochten terugtrekken indien het niet anders kon. Daardoor vormde de Nieuw-Zeeland Stelling de hoek van het verdediging netwerk, aangezien zij het hoger terrein nabij Alam Nayil bezaten van waaruit ze de vijand perfect onder vuur konden nemen.
De aanvallers zouden de defensieve stelling treffen, als ze naar het noorden zwenkten en de Alam el Halfa Bergkam naderden, die zich ver achter het front van het Achtste Leger bevond. Hier besliste Montgomery om het merendeel van zijn zware en middelzware tanks in te graven, evenals enkele antitankeenheden, en de aanval af te wachten. Achter de Britse pantsers, op het hoger gelegen terrein ten noordoosten bevonden zich twee brigades van de 44e Infanterie Divisie en concentraties van divisie en korps artillerie.
De 10e Pantserdivisie had zich in de Nijldelta heruitgerust met Grant tanks, die een veel effectiever 75 mm kanon bezaten. Deze moesten zo snel mogelijk de positie in Alam el Halfa versterken. Het merendeel van de 8e Pantser Brigade arriveerde op 30 augustus en nam positie links van de 22e Pantser Brigade, zodat ze de vijand in de flank konden aanvallen terwijl deze oprukte. Zodra Montgomery de opstelling van Rommel had waargenomen na het begin van zijn opmars, beval hij dat de 23e Pantser Brigade, die een reserve vormde binnen het XXX Korps, nu onder het XIII Korps geplaatst moest worden, waar ze bij de 10e Pantserdivisie zou gevoegd worden. Op 31 augustus rond 13.00 uur waren 100 Valentine tanks verplaatst om de opening tussen de 22e Pantser Brigade en de Nieuw-Zeelanders te dichten.

## De strijd
De aanval startte in de nacht van 30 augustus onder een volle maan. Vanaf het begin begon het al mis te lopen voor Rommel, de RAF nam een grote concentratie van As-pantservoertuigen waar, waarop ze enkele luchtaanvallen uitvoerden. Fairey Albacores van de Royal Navy dropten lichtbakens om doelwitten te verlichten voor de Vickers Wellington bommenwerpers en de artillerie. Ook waren de mijnenvelden breder dan verwacht. De Britse eenheden die de mijnenvelden moesten beschermen bestonden uit twee brigades afkomstig van de 7e Pantserdivisie, namelijk de 7e Gemotoriseerde Brigade en de 4e Pantser Brigade, met het bevel de vijand maximale verliezen toe te brengen, vooraleer terug te trekken. Dit deden ze ook, en de asmogendheden leden zware verliezen, waaronder generaal Nehring, commandant van het Afrika Korps, die gewond raakte tijdens een luchtaanval en generaal Von Bismarck, commandant van de 21e Pantserdivisie, die gedood werd door een mortierinslag.
Ondanks deze problemen kwamen Rommels eenheden de volgende dag toch door de mijnenvelden, zwenkten af naar links en maakten zich klaar voor de hoofdaanval, die normaal al om 6h00 plaats had moeten vinden. Het uitlopen van het schema en de onophoudelijke aanvallen door de Britse 7e Pantserdivisie op de flanken van Rommels eenheden, dwongen hen naar het noorden, waar ze westelijker in Montgomery’s flank zaten dan gepland was, wat ertoe leidde dat ze recht op het verdedigingsnetwerk van Alam el Halfa toe reden. Rond 13h00 rukte de 15e Pantserdivisie op, gevolgd door de 21e Pantserdivisie. De geallieerde eenheden die de bergkam bezetten, waren de 22e Pantserbrigade, die beschikte over 92 Grant tanks en 74 lichte tanks, gesteund door 6 pounder antitankkanonnen en artillerie van de 44e en 2e Nieuw-Zeeland Divisies.
In een van de verslagen wordt gesteld dat de Duitsers naar schatting over 200 inzetbare tanks beschikten in beide pantserdivisies, en dat de Italianen over 240 tanks beschikten binnen hun pantserdivisies. De Italiaanse modellen waren verouderd, terwijl de Duitsers beschikten over 74 Pz.Kpfw III Ausf. J met een 50 mm kanon en 27 Pz.Kpfw IV Ausf. F2 met een 75 mm kanon. Ditzelfde verslag indiceerde dat de Britten over 700 tanks beschikten aan het front, waarvan 160 Grants. Toch namen maar 500 tanks deel aan de korte maar krachtige slag. Terwijl de Duitse Pantserdivisies de bergkam naderden, openden de Panzers IV al van veraf het vuur en vernietigden enkele Britse tanks. De Britse Grants hadden een grote handicap doordat het 75 mm hoofdwapen zich op de romp bevond, wat hen ervan weerhield zich in te graven, hoewel het 37 mm kanon, dat zich op de koepel bevond het pantser van de vijandelijke tanks beter penetreerde dan het 75 mm kanon. Toen de Duitsers eindelijk binnen bereik waren, kwamen hun tanks zwaar onder vuur te liggen.
Een poging om rond de Britse flank te trekken werd afgeslagen door verschillende antitankkanonnen en met het vallen van de nacht en het gebrek aan brandstof door verschillende vertragingen, beval generaal von Vaerst, die nu het bevel voerde over het Afrikakorps, dat de pantsereenheden zich moesten terugtrekken. Tijdens deze schermutseling verloren de Duitsers 22 tanks en de Britten 21.
Ook de nacht bracht weinig soelaas voor de asmogendheden, aangezien Fairey Albacore en Wellington bommenwerpers opnieuw de aanval inzetten, met als doelwitten de bevoorradingsroutes. Dit droeg bij aan Rommels logistiek probleem, aangezien de geallieerden al meer dan de helft van de 5.100 ton brandstof, door Mussolini beloofd aan Rommel, tot zinken hadden gebracht. Bijgevolg was de 21e Pantserdivisie de volgende dag, 1 september, inactief en de enige actie die ondernomen werd kwam van de 15e Pantserdivisie die een aanval ondernam op de oostelijke flank van de 22e Pantserbrigade. Hun aanval startte bij het aanbreken van de dag, maar werd snel tegengehouden door een flankaanval van de 8e Pantserbrigade. De Duitsers leden lichte verliezen, omdat de Britten het bevel hadden gekregen hun tanks te sparen voor het komende offensief.
Ondertussen hadden de Italiaanse Pantserdivisies Littorio en Ariete zich naar de linkerflank van het Afrikakorps begeven en de 90e Lichte Infanteriedivisie en onderdelen van het Italiaanse X Korps hadden posities ingenomen om de zuidelijke flank van de Nieuw-Zeeland stelling aan te vallen. Doorheen de dag bleven de luchtaanvallen doorgaan en op de morgen van 2 september realiseerde Rommel zich dat zijn offensief gefaald had en dat het behouden van hun posities alleen maar zou bijdragen aan zijn verliezen. Daarom besloot hij terug te trekken, weg uit de saillant in het Britse front.

## Rommel trekt zich terug

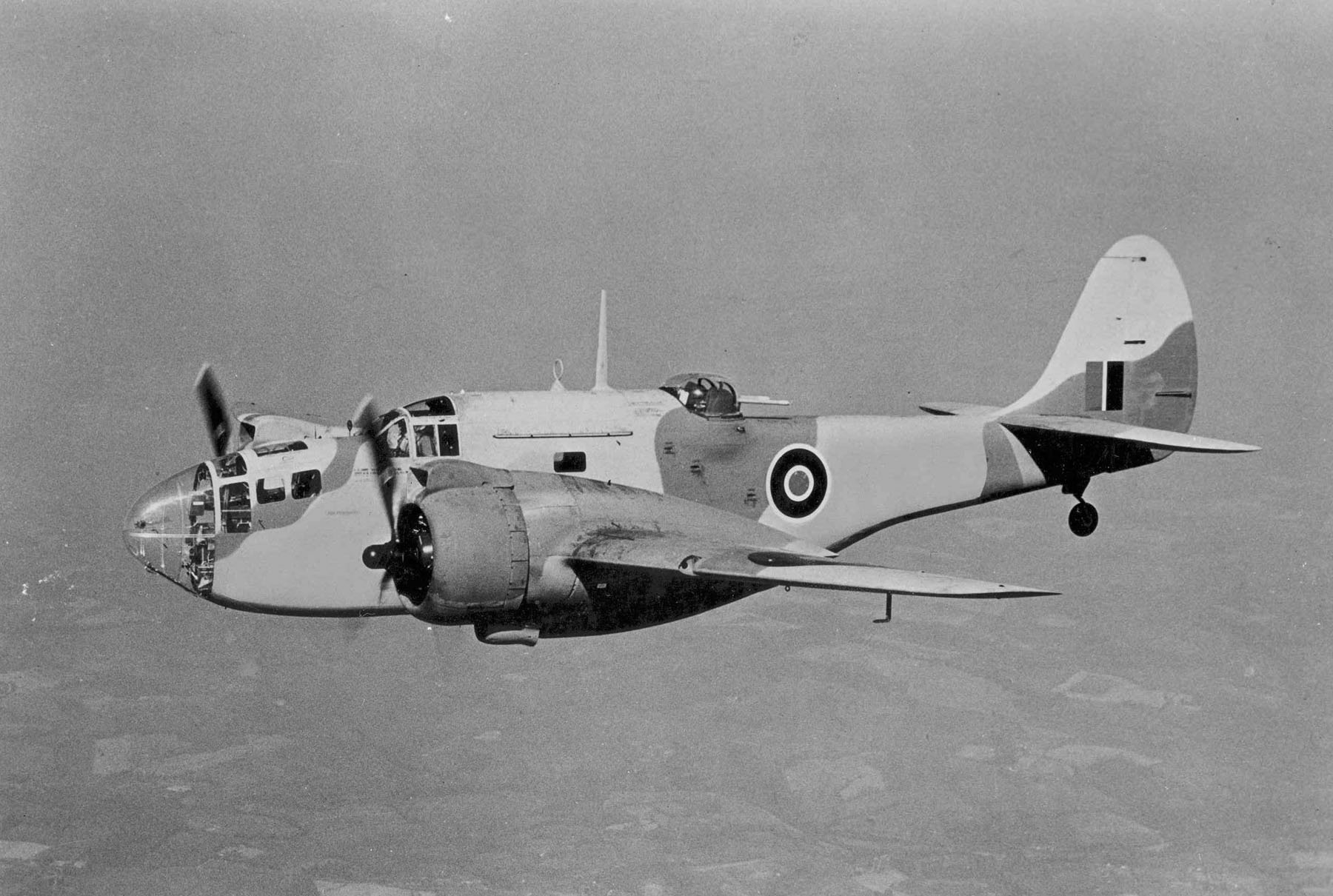
Een Baltimore bommenwerper van de RAF

In een boodschap aan het Oberkommando der Wehrmacht rechtvaardigde Rommel zijn beslissing om het offensief te staken wegens het gebrek aan brandstof, het geallieerde luchtoverwicht en het verlies van het verrassingselement. Op 2 september bleef de situatie verslechteren voor de asmogendheden. Pantserwagens van de 4/8e Huzaren hadden zich een weg gebaand naar de bevoorradingroutes van de as en vielen een groep van 300 vrachtwagens aan, waarvan 57 vernietigd werden. Het resultaat was dat er Italiaanse pantsereenheden naar de routes moesten verplaatst worden, om de bevoorrading veilig te stellen en verdere aanvallen te voorkomen. Maar al bij al was 2 september een relatief kalme dag met weinig actie van beide kanten. Enkel in de lucht, waar de woestijnluchtmacht 167 bommenwerpermissies en 501 jagermissies vloog, was er veel actie.
Montgomery realiseerde zich dat het Afrikakorps op het punt stond zich terug te trekken en dacht offensieve plannen uit voor de 7e Pantserdivisie en de 2e Nieuw-Zeeland Divisie, onder de voorwaarde dat ze geen onnodige verliezen zouden lijden die verdere offensieve plannen in het gedrang kon brengen.
Terwijl de acties van de 7e Pantserdivisie nooit verder kwamen dan invallen om de vijand te tergen, was de aanval van de Nieuw-Zeelanders aanzienlijk feller. Deze bevatten de zeer ervaren 5e Nieuw-Zeeland Divisie en de kersverse 132e Infanterie Brigade. Deze laatste stond onder het bevel van de 44e Infanterie Divisie en werd gesteund door een pantserregiment. Het doel van de aanval was de bevoorradingsroutes van het Afrikakorps af te snijden en hen te isoleren ten oosten van de geallieerde linies. De aanval, "operatie Beresford" gedoopt, begon op 3 september om 22u30. De aanval door de 5e Nieuw-Zeeland Brigade aan de linkerzijde veroorzaakte grote verliezen bij de verdedigende Italiaanse troepen. De volgende ochtend sloegen de Nieuw-Zeelanders alle tegenaanvallen af. De aanval van de 132 Infanterie Brigade mislukte. De troepen kwamen een uur te laat aan in hun startposities, waardoor de vijand paraat stond en al hevig in de weer was met de afleidingsaanvallen van de 6e Nieuw-Zeeland Brigade op hun rechterflank. Commandant Robertson van de 132e infanterie Brigade, raakte zwaargewond en commandant Clifon van de 6e Nieuw-Zeeland Brigade werd gevangengenomen.
Ook verdwaalden de ondersteunende Valentine tanks van het 46e Koninklijke Tank Regiment in de duisternis en eindigden in een mijnenveld, waar 12 tanks permanent uitgeschakeld werden. De 90e Lichte Infanterie Divisie rekende zwaar af met de 132e Infanterie Brigade, zo verloren maar liefst 697 soldaten het leven en uiteindelijk waren ze niet in staat Rommel ervan te weerhouden te ontsnappen.
De sterke verdediging van de asmogendheden deed commandant Freyberg, de bevelhebber van de Nieuw-Zeeland Divisie, inzien dat het onwaarschijnlijk was dat een nieuwe aanval zou slagen. Hij stelde daarom voor de troepen terug te trekken van hun zeer blootgestelde posities, en de operatie af te blazen. Montgomery en generaal Horrocks waren het hierover eens, en de troepen werden teruggetrokken in de nacht van 4 september.

## Gevolgen

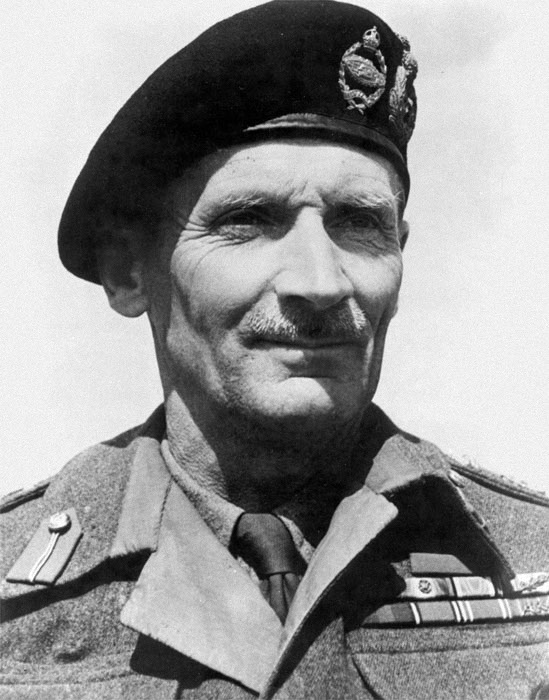
Bernard Montgomery

Tijdens deze slag verloren de geallieerden 1.750 manschappen en de asmogendheden 2.930. De geallieerden verloren meer tanks dan de asmogendheden, maar voor de eerste maal in de campagne was er geen wanverhouding tussen de verliezen. Ook leden de asmogendheden door de constante aanvallen van de RAF grote verliezen aan transportvoertuigen. Het was het laatste grootschalige offensief van de asmogendheden in Noord-Afrika. Uiteindelijk was het de superieure vuurkracht van de geallieerden en hun controle over het luchtruim dat hen de overwinning bracht.
Er was veel kritiek op Montgomery’s leiderschap tijdens de slag, vooral over zijn keuze om verliezen te vermijden. Dit voorkwam dat de Britse tankformaties het Afrikakorps konden uitschakelen toen het in grote nood verkeerde tussen Alam el Halfa en de mijnenvelden. Friedrich von Mellenthin beschreef later in zijn boek Panzerschlachten de dramatische toestand waarin de pantserdivisies zich bevonden. Ze waren verlamd door een gebrek aan brandstof, lagen constant onder vuur van de RAF, wachtend op een afslachting.
Montgomery’s antwoord op de verwijten was dat het Achtste leger zich in een staat van reformatie bevond. Door het arriveren van nieuwe, ongetrainde eenheden was de legergroep niet klaar om over te gaan op het offensief, noch was het logistiek klaar voor een reis van 2.600 kilometer doorheen de woestijn. Deze tactiek had beide zijde al meermaals de overwinning gekost in een poging de woestijncampagne te beëindigen, en juist daarom besloot Montgomery te wachten tot het Achtste Leger zich in optimale conditie bevond.

Daarnaast besloot Montgomery een nieuwe tactiek te gebruiken waarbij de Britse tanks hun stelling niet verlieten om zinloze aanvallen op Rommels stellingen uit te voeren, zoals ze in het verleden vaak deden, maar op veilige afstand te blijven van Rommels antitankscherm. Door dit proces gaf hij telkens het initiatief aan de vijand. Rommel klaagde hier enorm over bij Kesselring, 
“dat zwijn valt niet aan!”
Montgomery kon dankzij zijn weigering om zijn overwinning uit te buiten, zijn eenheden bewaren en zijn logistieke ondersteuning voldoende opbouwen om in oktober het beslissende offensief te starten dat bekendstaat onder de naam de Tweede Slag bij El Alamein.